# 호저중학교
호저중학교(好楮中學校)는 대한민국 강원특별자치도 원주시 호저면 주산리에 있는 공립 중학교이다.

## 학교 연혁
- 1969년 2월 22일 : 학성중학교 호저분교 인가(1학급)
- 1969년 3월 1일 : 호저분교 개교(60명 1학급)
- 1969년 10월 14일 : 호저중학교 독립인가(6학급)
- 1970년 5월 9일 : 호저중학교 개교식 거행
- 2005년 3월 1일 : 학칙변경 (3학급)
- 2024년 3월 4일 : 신입생 7명 입학
- 2024년 9월 1일 : 제27대 강양구 교장 부임
- 2025년 1월 3일 : 제54회 졸업식(졸업생 7명, 졸업생 누계 3,628명)

## 참고 자료
- 호저중학교 - 한국교육학술정보원 학교알리미